# 십년세도
"십년세도"는 1964년 공개된 대한민국의 영화이다.

## 배역
- 신영균 : 홍국영 역
- 이민자
- 허장강
- 이예춘
- 황정순
- 주연
- 김신재
- 전계현
- 김운하
- 구봉서
- 주선태
- 김동원
- 김칠성
- 최삼
- 김웅
- 정민
- 장민호
- 강계식
- 독고성
- 이업동
- 이예민
- 이창식
- 추봉
- 최찬식
- 임생출
- 김수천